# اوتمار هاسلر
اوتمار هاسلر (انگلیسی: Otmar Hasler؛ زادهٔ ۲۸ سپتامبر ۱۹۵۳) سیاستمدار، و آموزگار اهل لیختن‌اشتاین است.
وی از ۵ آوریل ۲۰۰۱ تا ۲۵ مارس ۲۰۰۹ نخست‌وزیر لیختن‌اشتاین بود.